# Rhotidoides minor
Rhotidoides minor är en insektsart som beskrevs av Evans 1966. Rhotidoides minor ingår i släktet Rhotidoides och familjen dvärgstritar. Inga underarter finns listade i Catalogue of Life.